# Brausch Niemann
Ambraüsus Niemann (Durban, África do Sul, 7 de janeiro de 1939) foi um automobilista sul-africano que participou dos Grandes Prêmios da África do Sul de Fórmula 1 em GP da África do Sul de 1963|1963 e GP da África do Sul de 1965|1965.